# 奄美市立赤木名中学校
奄美市立赤木名中学校（あまみしりつ あかきなちゅうがっこう）は、鹿児島県奄美市にある市立中学校。

## 通学区域
屋仁小学校区域（笠利町大字川上，笠利町大字屋仁），赤木名小学校区域（笠利町大字里，笠利町大字中金久，笠利町大字外金久），手花部小学校区域（笠利町大字喜瀬（崎原），笠利町大字喜瀬（打田原），笠利町大字手花部（前肥田），笠利町大字手花部），緑が丘小学校区域（笠利町大字用安，笠利町大字喜瀬（１区～３区），笠利町大字喜瀬（鯨浜）），節田小学校区域（笠利町大字和野，笠利町大字節田，笠利町大字平，笠利町大字平（土浜）），宇宿小学校区域（笠利町大字須野（崎原），笠利町大字宇宿（土盛），笠利町大字宇宿，笠利町大字城間，笠利町大字万屋）

## 出身著名人
- 栄和人 - 元レスリング選手、元全日本女子レスリングヘッドコーチ
- 里山浩作 - 元大相撲力士、現千賀ノ浦親方
- 大奄美元規 - 大相撲力士